# شارمین سگال
شارمین سگال بازیگر هندی است که در فیلم‌های هندی کار می‌کند. او کار خود را به‌عنوان دستیار کارگردان عمویش سانجی لیلا بهانسالی آغاز کرد و اولین بازیگری خود را در تولید او، ملائل (۲۰۱۹) انجام داد و نامزد دریافت جایزه فیلم فیر برای بهترین اولین فیلم زن شد.
او نوه کارگردان فیلم موهان سگال است که بازیگر کهنه‌کار رخا را به سینمای هند معرفی کرد.

## فیلم‌شناسی

### سینما
| سال  | عنوان                      | نقش             | یادداشت                                           | منبع              |
| ---- | -------------------------- | --------------- | ------------------------------------------------- | ----------------- |
| ۲۰۱۳ | گولیون کی راسلیلا رام لیلا | دستیار کارگردان |                                                   |                   |
| ۲۰۱۴ | مری کوم                    | دستیار کارگردان |                                                   |                   |
| ۲۰۱۵ | باجیرائو مستانی            | دستیار کارگردان |                                                   | [ ۵ ]             |
| ۲۰۱۹ | ملال                       | آستا تریپاتی    | نامزدی — جایزه فیلم فیر برای بهترین اولین فیلم زن | [ ۶ ] [ ۷ ] [ ۸ ] |
| ۲۰۲۲ | گانگوبای کاتیاوادی         | دستیار کارگردان |                                                   | [ ۹ ]             |
| ۲۰۲۲ | آتیتی بوتو باوا            | نترا بانرجی     |                                                   | [ ۱۰ ]            |

### تلویزیون
| سال        | عنوان  | نقش      | یادداشت | منبع |
| ---------- | ------ | -------- | ------- | ---- |
| سریال معلق | عالمزب | تکمیل شد | [ ۱۱ ]  |      |